# Мартинико (Катанцаро)
Мартинико је насеље у Италији у округу Катанцаро, региону Калабрија.
Према процени из 2011. у насељу је живело 21 становника. Насеље се налази на надморској висини од 144 м.